# Ciutești (okręg Vâlcea)
Ciutești – wieś w Rumunii, w okręgu Vâlcea, w gminie Milcoiu. W 2011 roku liczyła 286 mieszkańców.